# 新伊萬尼夫卡 (別爾哥羅德-德涅斯特羅夫斯基區)
46°11′23″N 29°38′25″E / 46.18972°N 29.64028°E
新伊萬尼夫卡（烏克蘭語：Нова Іванівка）是位於烏克蘭西南部的村莊，由敖德薩州裡比爾霍羅德-德涅斯特羅夫斯基區的薩拉塔市鎮負責管轄。該村始建於1910年，面積0.12平方公里，海拔高度26米，2001年人口104，人口密度每平方公里866.67人。